# Walery Goetel
Walery Florian Goetel (ur. 14 kwietnia 1889 w Suchej, zm. 6 listopada 1972 w Krakowie) – polski geolog, ekolog i paleontolog, profesor, działacz społeczny.

## Życiorys

Walery Goetel afisz, 1938 r.

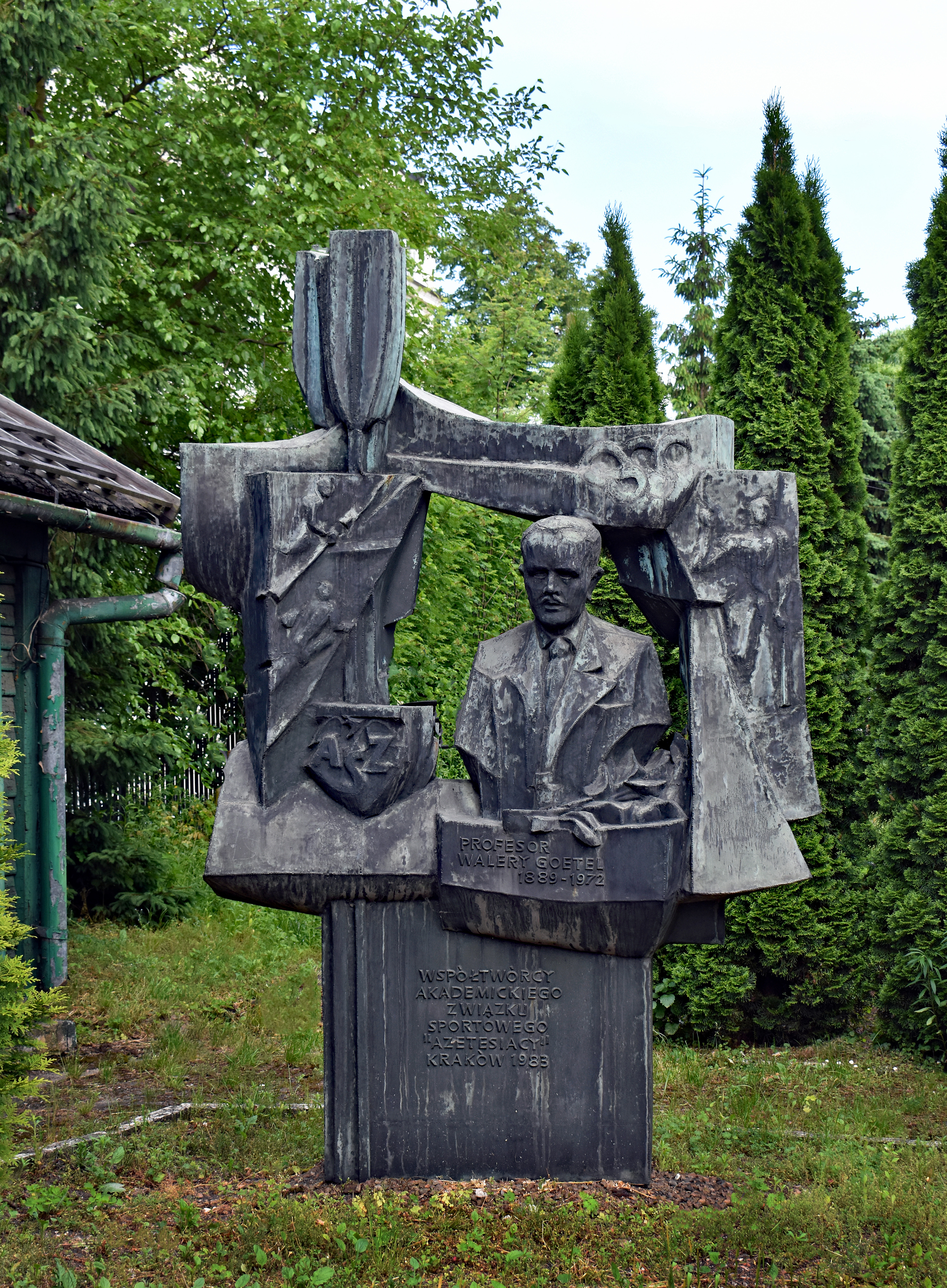
Pomnik Walerego Goetla
Kraków ul. Kościuszki 38
Przystań wioślarska AZS

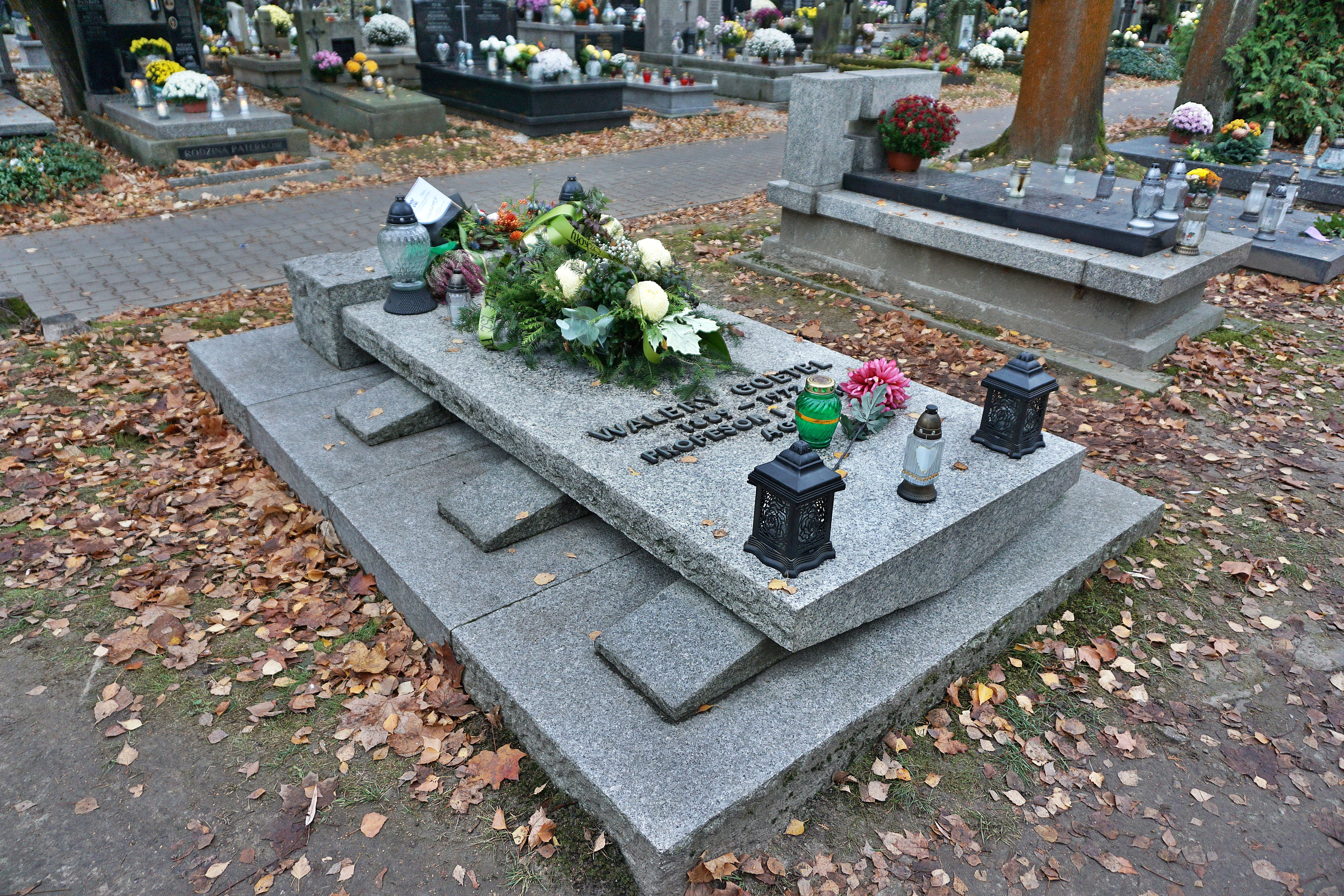
Grób prof. Walerego Goetla na cmentarzu Rakowickim

Syn Walentego, pracownika kolei, i Julii z Köhlerów, brat Ferdynanda, literata. Po ukończeniu w 1907 Gimnazjum św. Anny w Krakowie podjął studia w zakresie geologii i paleontologii na Uniwersytecie Jagiellońskim. W latach 1910–1912 studiował geologię na Uniwersytecie Wiedeńskim. W 1912 uczestniczył w wyprawie geologicznej na Kaukaz. W 1913 doktoryzował się z dziedziny geologii i paleontologii na Uniwersytecie w Wiedniu, w 1916 habilitował się na Uniwersytecie Jagiellońskim. Do roku 1920 pracował jako wykładowca na Uniwersytecie Jagiellońskim, później został profesorem zwyczajnym geologii ogólnej i paleontologii. Od 1929 pełnił obowiązki prodziekana, a od 1932 dziekana Wydziału Górniczego AGH. W 1935 został prorektorem, a cztery lata później rektorem uczelni (do 1951).
Naukowo zajmował się badaniem budowy geologicznej Tatr, był współtwórcą przygranicznych parków narodowych (Tatrzańskiego, Pienińskiego oraz Babiogórskiego). Był również pasjonatem geografii politycznej, czynnie włączył się w polsko-czechosłowacki spór o przebieg granicy w Tatrach, czemu dał wyraz w trzech publikacjach: O Jaworzynę (1922), Szkic przebiegu sprawy Jaworzyny (1925) i Spór o Jaworzynę a Park Narodowy Tatrzański (1925). Interesował się też kwestią mniejszości narodowych w Karpatach, szczególnie Łemków (O Łemkowszczyźnie, 1935).
W 1932 została założona Międzynarodowa Federacja Związków Alpinistycznych, wśród ośmiu członków założycieli byli Walery Goetel oraz dr. A. Dobiecki .
Był twórcą nowej gałęzi nauki – sozologii, która łączy w sobie problematykę ochrony przyrody z racjonalnym użytkowaniem jej zasobów.
Odbył wiele podróży naukowych (po krajach europejskich, Kaukazie, Islandii, Afryce, Azji Zachodniej i Południowej). Wspomnienia Walerego Goetla z podróży po ZPA można przeczytać w książce: Ze wspomnień podróżników (1958).
Od 1940 pozostawał członkiem Stronnictwa Demokratycznego. Z jego ramienia znalazł się w 1945 w Krajowej Radzie Narodowej oraz w polskiej delegacji na konferencji poczdamskiej jako rzeczoznawca.
Doktor honoris causa AGH (1960), Akademii Górniczej w Ostrawie (1950) i Politechniki Krakowskiej (1970). Członek korespondent od 1952 i członek rzeczywisty Polskiej Akademii Nauk od 1964. W 1983 został patronem powołanej przez SD Fundacji im. prof. Walerego Goetla, która zajmowała się badaniem i promocją ochrony środowiska.
10 czerwca 1913 ożenił się z Marią Martą Bronisławą Skłodowską (1892–1976), bratanicą Marii Skłodowskiej-Curie. Mieli córkę Wandę (1916–1991).
Zmarł w Krakowie. Pochowany w alei zasłużonych na cmentarzu Rakowickim w Krakowie (kwatera LXVII-płn 1-1).

## Działalność społeczna

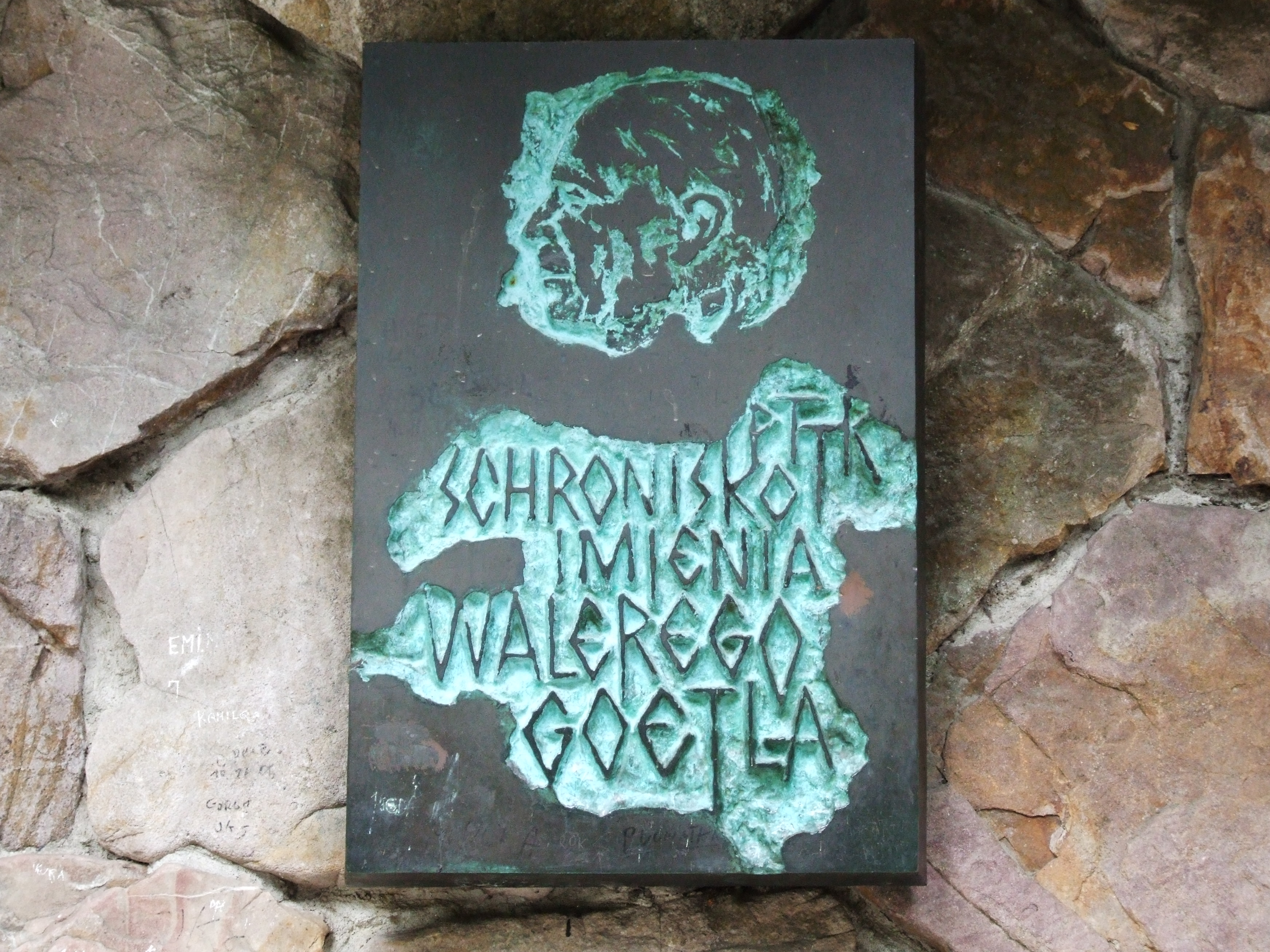
Tablica z nazwiskiem Goetla przy wejściu do schroniska PTTK na Hali Ornak, którego jest patronem

Od 1903 był członkiem Towarzystwa Tatrzańskiego. Działał w Sekcji Turystycznej, Komisji do Robót w Tatrach, Komisji Przewodnickiej (w latach 1934–1935), a od 1913 w Sekcji Ochrony Tatr oraz Klubie Wysokogórskim. Od 1918 członek Zarządu Głównego PTT, wiceprzewodniczący (1919–1936 oraz 1947–1950) oraz prezes (1935–1947) tej organizacji. Po połączeniu PTT i PTK w Polskie Towarzystwo Turystyczno-Krajoznawcze w latach 1950–1972 pełnił funkcję przewodniczącego Komisji Turystyki Górskiej Zarządu Głównego PTTK, był zarazem członkiem Plenum ZG PTTK. Poświęcał czas głównie zagadnieniom turystyki górskiej i ogólnie górom. Od 1962 był członkiem Ogólnopolskiego Komitetu Pokoju.
Na początku dwudziestolecia międzywojennego był kierownikiem sekcji wioślarskiej AZS Kraków, a na przełomie lat 20. i 30. prezesem całego AZS Kraków.
Redaktor naczelny rocznika poświęconego górom „Wierchy” w latach 1928–1934 oraz 1947–1949, potem wchodził w skład Komitetu Redakcyjnego.

## Godności

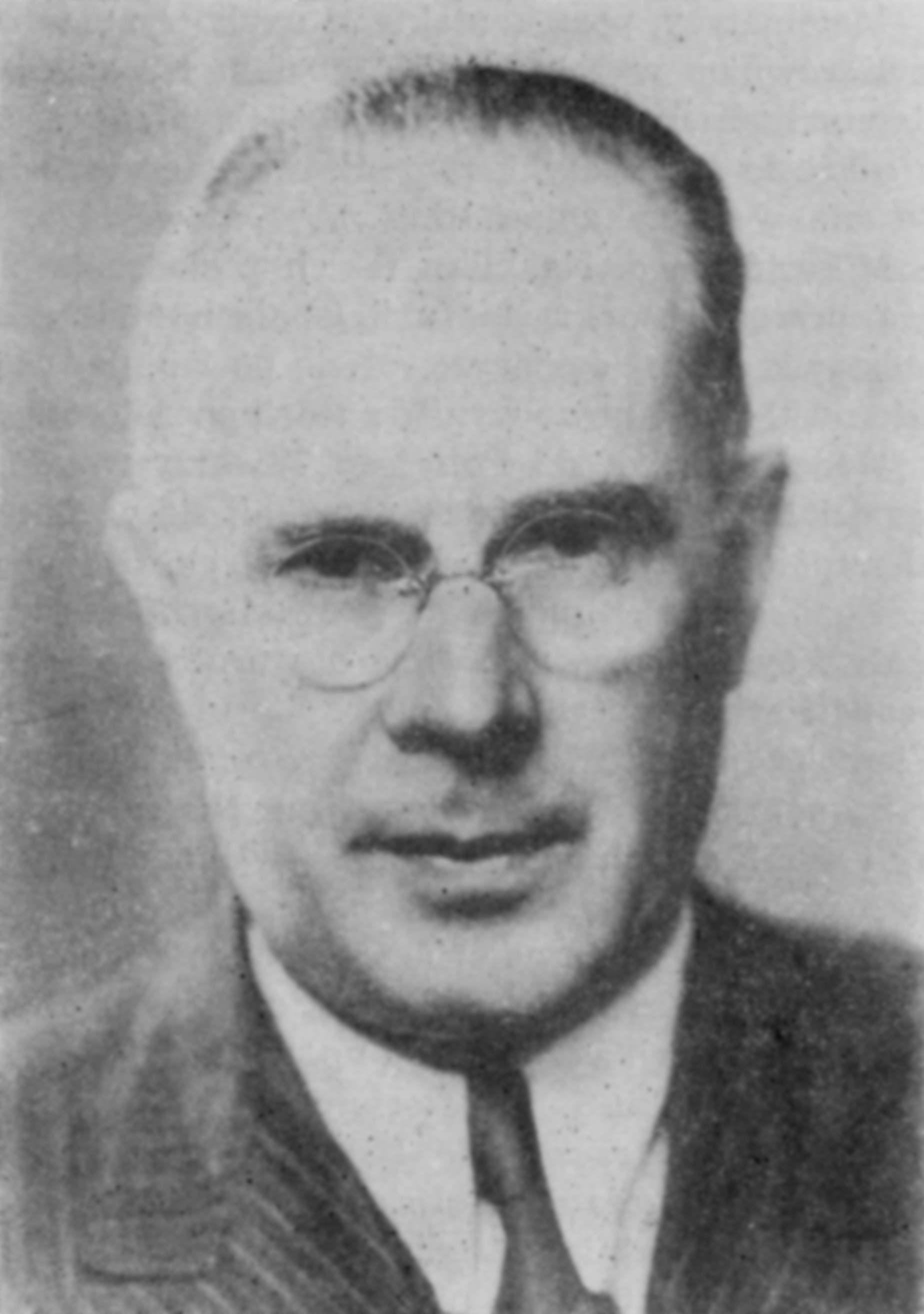
Walery Goetel

17 grudnia 1950 podczas I Walnego Zjazdu PTTK otrzymał godność Członka Honorowego Polskiego Towarzystwa Turystyczno-Krajoznawczego.
W 1973 roku schronisku na Hali Ornak położonemu na Małej Polance Ornaczańskiej w górnej części Doliny Kościeliskiej w Tatrach Zachodnich nadano im. prof. Walerego Goetla. W 1973 został, także patronem Warszawskiego Klubu Górskiego PTTK (Warszawski Klub Górski im. prof. Walerego Goetla)
Walery Goetel był także członkiem honorowym Polskiego Towarzystwa Geologicznego.

## Ordery i odznaczenia
- Order Sztandaru Pracy I klasy (22 lipca 1949)[17]
- Krzyż Komandorski z Gwiazdą Orderu Odrodzenia Polski (1959)
- Krzyż Komandorski Orderu Odrodzenia Polski (7 listopada 1925)[18][19]
- Order Krzyża Grunwaldu III klasy (2 sierpnia 1945)[20]
- Złoty Krzyż Zasługi[19] (czterokrotnie: po raz pierwszy 19 marca 1931[21])
- Medal 10-lecia Polski Ludowej (12 stycznia 1955)[22]
- Odznaka 1000-lecia Państwa Polskiego
- Komandor Orderu Lwa Białego (Czechosłowacja)[19]
- Komandor Orderu św. Sawy (Jugosławia)
- Komandor Orderu Korony Włoch (Włochy)
- Oficer Orderu Legii Honorowej (Francja)

## Wyróżnienia
- Wielki Srebrny Medal Société Nationale d’Acclimatation de France
- Międzynarodowa Nagroda im. Tienhovena Uniwersytetu Fryderyka Wilhelma w Bonn
- Nagroda Fundacji im. Jurzykowskiego
- Nagroda „Problemów” (1966)[23]

## Upamiętnienie
Jego nazwiskiem zostały nazwane ulice m.in. w Krakowie w dzielnicy Krowodrza, na osiedlu Cichy Kącik i w Bełchatowie. 
Jest patronem Warszawskiego Klubu Górskiego, Zespołu Szkół im. Walerego Goetla w Suchej Beskidzkiej, Zespołu Szkół im. Walerego Goetla w Krakowie.
Jego nazwiskiem został nazwany Lodowiec Goetla na Wyspie Króla Jerzego w archipelagu Szetlandów Południowych.

## Publikacje naukowe
- W. Goetel, 1917: Die Rhätische Stufe und der unterste Lias der subtatrischen Zone in der Tatra. Bulletin d’Académie des Sciences de Cracovie, Cl. Sci. math.-nat. A (1917), pp. 1–222.